# Edmund Landau
Edmund Georg Hermann Landau (født 14. februar 1877 i Berlin, død 19. februar 1938) var en fremtrædende tysk matematiker af jødisk afstamning. Han var professor ved Universitet i Göttingen fra 1909 til 1934, hvor han blev tvunget på pension af Nazi-regimet. Han døde en naturlig død i Berlin i 1938.
Edmund Landau demonstrerede tidligt store intellektuelle evner. Han blev således student fra den franske skole i Berlin allerede som 16-årig, to år før det normale. Herefter begyndte han at studere matematik ved universitetet i Berlin, hvor han erhvervede doktorgraden(dr.phil.) i 1899 for en afhandling (disputats) om talteori.
Han underviste som privatdocent ved universitetet i Berlin fra 1899 til han i 1909 blev udnævnt til professor ved universitetet i Göttingen. I hele sin karriere virkede Landau som en eminent og klar forelæser, der tog mange initiativer i undervisningen. Samtidigt var han en af sin tids mest anerkendte forskere.
Da Landau kunne virke en anelse arrogant kom han på kant med flere af sine kolleger. Dette gav ham store problemer da jødeforfølgelserne i Tyskland spidsede alvorligt til med Nazi-regimets overtagelse af magten i Tyskland i 1933. Han blev tvunget på pension i 1934, flyttede til Berlin og kunne herefter kun forelæse ved universiteter uden for Tyskland. 
Landau publicerede adskillige fremragende videnskabelige arbejder. Han er især kendt for sine bidrag til analytisk talteori og sine resultater om primtallenes fordeling. I denne sammenhæng gav han  i 1903 et stærkt forenklet bevis for en berømt sætning, kendt under navnet Primtalssætningen.
Edmund Landau  var  inviteret foredragsholder ved den prestigefyldte International Congress of Mathematicians, i Cambridge (1912). 